# 友達と呼べる君へ
「友達と呼べる君へ」（ともだちとよべるきみへ）は、2016年2月24日に発売された風男塾の16thシングルである。

## 概要
メンバーは、青明寺浦正、緑川狂平、赤園虎次郎、瀬斗光黄、愛刃健水、仮屋世来音。
緑川狂平にとってのラストシングル。
今作でオリコン週間ランキングトップ10に8作連続、通算10作目（「中野風女シスターズ」名義のシングルを合わせると11作目」）のランクインを果たした。
ラブメッセンジャーは2015年の全国ツアーのために作られた曲で、今回ファンの要望に応え新たに歌詞を付け加えフルバージョンとして通常盤のカップリング曲に入る事になった。

## 収録曲
テイチクレコード公式サイト内の紹介ページによる。

### 初回限定盤A
［CD］
1. 友達と呼べる君へ
  - 作詞：はなわ / 作曲：youwhich・L-m-T / 編曲：原田峻輔
2. OH! ホワイトデイ
  - 作詞：FLaF / 作曲：youth case・Anders Grahn / 編曲：Shinobu Narita

［DVD］
「友達と呼べる君へ」Music Video

### 初回限定盤B
［CD］
1. 友達と呼べる君へ
2. OH! ホワイトデイ

［DVD］
「友達と呼べる君へ」MVメイキング映像

### 通常盤
［CD］
1. 友達と呼べる君へ
2. OH! ホワイトデイ
3. ラブメッセンジャー
  - 作詞：miyakei / 作曲：DAICHI / 編曲：Shinobu Narita
4. 友達と呼べる君へ（Instrumental）
5. OH! ホワイトデイ（Instrumental）
6. ラブメッセンジャー（Instrumental）